# Circonscription d'Adigrat
La circonscription d'Adigrat est une des 38 circonscriptions législatives de l'État fédéré du Tigré, elle se situe dans la Zone est. Son représentant actuel est Sahleselassie Teka Tedla.